# إيفا توغوري
إيفا توغوري (بالإنجليزية:Iva Ikuko Toguri D'Aquino) (باليابانية:戸栗郁子 アィバ)، هي من مواليد مدينة لوس أنجلوس بتاريخ 4 يوليو 1916م وتوفيت في ولاية شيكاغو بتاريخ 26 سبتمبر عام 2006م ودفنت فيها، وتنحدر من أصول يابانية، أشرفت على إذاعة طوكيو روز في زمن الحرب العالمية الثانية إلى أن اعتقلت بيد قوات التحالف سنة 1945م، حكمت عليها بالسجن بسبب أنها بثت اذاعة تحاول التأثير على معنوية النفسية للبحرية الأمريكية في زمن حرب الباسفيك ، سجنت بسجن سوغامو باليابان، ومن حسن الحظ أن المحكمة العسكرية لم يحصلوا على إثبات تدين مافعلته إيفا تجاه بلدها عام 1949م ومن اطلقوا سراحها، كانت إيفا التقت بالرئيس الأمريكي جيرالد فورد سنة 1977م.

## وصلات خارجية
- إيفا توغوري على موقع IMDb (الإنجليزية)
- إيفا توغوري على موقع الموسوعة البريطانية (الإنجليزية)
- إيفا توغوري على موقع إن إن دي بي (الإنجليزية)

- "Orphan Ann" Home Page
- EarthStation1: Orphan Ann Broadcast Audio
- Mug shots of D'Aquino, thesmokinggun.com
- The Legend of Tokyo Rose book chapter by Ann Ellizabeth Pfau